# Santo Tomas (La Union)
Pour les articles homonymes, voir Santo Tomas.
Santo Tomas est une municipalité de la province du La Union, aux Philippines.